# 殷特布
殷特布（穆麟德轉寫：intebu），滿洲正紅旗人，清朝政治人物、清朝兵部尚書。
曾任左都御史。康熙五十年十一月丙戌，接替耿額，擔任清朝兵部尚書，后改禮部尚書。由遜柱接任。